# Nahverkehr in Leipzig
Der Nahverkehr in Leipzig besteht aus einem S-Bahn-, einem Straßenbahn- und einem Stadtbusnetz. Die Tram- und Stadtbuslinien werden ausschließlich von den Leipziger Verkehrsbetrieben (LVB) und die S-Bahn von der DB Regio Südost betrieben. Der Regionalverkehr wird auch von anderen Verkehrsunternehmen durchgeführt. In Leipzig und Umland gilt für alle Verkehrsmittel ein gemeinsamer Tarif des Mitteldeutschen Verkehrsverbundes.

## Schienenverkehr

### Straßenbahn
Am 18. Mai 1872 erhielt Leipzig ein Straßenbahnsystem, welches seit dem 20. Mai 1896 elektrisch betrieben wird.
Die seit dem 1. Januar 1917 bestehenden Leipziger Verkehrsbetriebe unterhalten heute in der Stadt insgesamt 13 Straßenbahnlinien. Insgesamt umfasst das Straßenbahnnetz eine Streckenlänge von 146 Kilometern und ist damit vor Dresden mit 130,2 Kilometern das größte in Sachsen und das zweitgrößte in Deutschland (nach Berlin). Die längste Linie im Leipziger Netz ist die Linie 11, die auf 22 Kilometern, Schkeuditz mit Markkleeberg-Ost verbindet und dabei als einzige Leipziger Straßenbahnlinie in drei Tarifzonen des Mitteldeutschen Verkehrsverbundes fährt. Die jüngsten Fahrzeuge sind vom Typ Solaris Tramino. Mit 1458 mm verfügt die Leipziger Straßenbahn über die breiteste Spurweite deutscher Straßenbahnen. Zentraler Mittelpunkt im Straßenbahnnetz ist die Haltestelle Hauptbahnhof im Stadtzentrum, an der 12 der 13 Straßenbahnlinien aufeinander treffen.
An Werktagen wird ein 10-Minuten-Grundtakt, im Abend- sowie im Sonn- und Feiertagsverkehr ein 15-Minuten-Grundtakt angeboten.

### S-Bahn
Leipzig ist der Kern des Liniennetzes der S-Bahn Mitteldeutschland. Acht der insgesamt 13 Linien (S1 bis S6, S5X und S10) bilden zusammen mit der Straßenbahn das Rückgrat des öffentlichen Personennahverkehrs und eine wichtige Anbindung an die Region und ins benachbarte Halle. Die Linien S7, S8, S9, S11 und S47 berühren nicht das Leipziger Stadtgebiet.
Stammstrecke der S-Bahn bildet der City-Tunnel Leipzig mit den unterirdischen S-Bahnhöfen Hauptbahnhof (tief), Markt, Wilhelm-Leuschner-Platz und Bayerischer Bahnhof sowie der oberirdischen Station Leipzig MDR. Der knapp vier Kilometer lange Tunnel unterquert die komplette Innenstadt Leipzigs.
Endpunkte der S-Bahnstrecken sind unter anderem Oschatz, Zwickau, Geithain und Bitterfeld. Von Leipzig aus verkehren nach Halle drei Linien, die S3 über Schkeuditz sowie die S5 und S5X über Leipzig Messe und den Flughafen Leipzig/Halle.

#### Linien
Folgende acht S-Bahn-Linien verkehren derzeit im Leipziger Stadtgebiet (Stand: 11. Dezember 2022):
| Linie | Zuglauf | Takt (min.) |
| ----- | --- | ----------- |
| S 1   | L. Miltitzer Allee – L. Karlsruher Straße – L. Allee-Center – L. Grünauer Allee – L.-Plagwitz – L.-Lindenau – L.-Leutzsch – L.-Möckern – L. Coppiplatz – L.-Gohlis – Leipzig Hbf (tief) – L. Markt – L. Wilhelm-Leuschner-Platz – L. Bayerischer Bahnhof – L. MDR – L. Völkerschlachtdenkmal – L.-Stötteritz                                     | 30          |
| S 10  | L. Miltitzer Allee – L. Karlsruher Straße – L. Allee-Center – L. Grünauer Allee – L.-Plagwitz – L.-Lindenau – L.-Leutzsch – L.-Möckern – L. Coppiplatz – L.-Gohlis – Leipzig Hbf | 30 (Mo–Fr)  |
| S 2   | (Jüterbog –) Lutherstadt Wittenberg Hbf / Dessau Hbf – Bitterfeld – Delitzsch unterer Bf – L. Messe – L. Essener Straße – L. Nord – Leipzig Hbf (tief) – L. Markt – L. Wilhelm-Leuschner-Platz – L. Bayerischer Bahnhof – L. MDR – L. Völkerschlachtdenkmal – L.-Stötteritz                                                                      | 30          |
| S 3   | Halle-Nietleben – Halle (Saale) Hbf – Schkeuditz – L.-Lützschena – L.-Wahren – L. Slevogtstraße – L. Olbrichtstraße – L.-Gohlis – Leipzig Hbf (tief) – L. Markt – L. Wilhelm-Leuschner-Platz – L. Bayerischer Bahnhof – L. MDR – L. Völkerschlachtdenkmal – L.-Stötteritz – L. Anger-Crottendorf – L.-Engelsdorf – Borsdorf – Wurzen (– Oschatz) | 30          |
| S 4   | (Falkenberg –) Torgau – Eilenburg – Taucha (b Leipzig) – L.-Heiterblick – L.-Thekla – L. Mockauer Straße – L. Nord – Leipzig Hbf (tief) – L. Markt – L. Wilhelm-Leuschner-Platz – L. Bayerischer Bahnhof – L. MDR – L.-Connewitz – Markkleeberg – Markkleeberg-Gaschwitz                                                                         | 30          |
| S 5   | Halle (Saale) Hbf – Flughafen Leipzig/Halle – L. Messe – Leipzig Hbf (tief) – L. Markt – L. Wilhelm-Leuschner-Platz – L. Bayerischer Bahnhof – L. MDR – L.-Connewitz – Markkleeberg – Altenburg (– Werdau – Zwickau (Sachs) Hbf) | 60          |
| S 5X  | Halle (Saale) Hbf – Flughafen Leipzig/Halle – L. Messe – Leipzig Hbf (tief) – L. Markt – L. Wilhelm-Leuschner-Platz – L. Bayerischer Bahnhof – L. MDR – L.-Connewitz – Markkleeberg – Altenburg – Werdau – Zwickau (Sachs) Hbf | 60          |
| S 6   | L. Messe – L. Essener Straße – L. Nord – Leipzig Hbf (tief) – L. Markt – L. Wilhelm-Leuschner-Platz – L. Bayerischer Bahnhof – L. MDR – L.-Connewitz – Markkleeberg – Borna (b Leipzig) (– Geithain) | 30          |

Stationen innerhalb des Leipziger Stadtgebiets sind fett hervorgehoben. Einzelne Unterwegshalte außerhalb Leipzigs sind nicht dargestellt. Eine vollständige Übersicht der Linienverläufe findet sich im Hauptartikel.

#### Stationen
Neben dem Hauptbahnhof gibt es im Leipziger Stadtgebiet 30 S-Bahn-Stationen, die zum Teil aus den früheren Vorortbahnhöfen entstanden sind. An den meisten Stationen halten heute ausschließlich S-Bahnen; an einigen Stationen halten zudem zusätzliche einige Regionalzüge. Am Bahnhof Leipzig Messe halten bei großen Messen auch ausgewählte Fernzüge.
Die meisten S-Bahnhöfe bieten Umsteigemöglichkeiten zum Leipziger Straßenbahn- und Busnetz, daneben gibt es speziell auf die S-Bahn-Fahrzeiten ausgerichtete Regionalbuslinien, die sogenannten Plus-Busse. Die Ankunftszeiten an den Verbindungsstellen zwischen Bus und Bahn sind hier so abgestimmt, dass die Wartezeiten möglichst kurz sind und die Busse an Werktagen einen durchgehenden Stundentakt aufweisen.
| Bahnhof                         | Linien                            | Haltestelle                        | Straßenbahnlinien im Tagesverkehr | Buslinien im Tagesverkehr | Nachtlinien |
| ------------------------------- | --------------------------------- | ---------------------------------- | --------------------------------- | ------------------------- | ----------- |
| Leipzig Allee-Center            | S 1 S 10                          | S-Bf. Allee-Center                 |                                   |                           |             |
| Leipzig Anger-Crottendorf       | S 3                               | S-Bf. Anger-Crottendorf            |                                   |                           |             |
| Leipzig Bayerischer Bahnhof     | S 1 S 2 S 3 S 4 S 5 S 5X S 6      | Bayerischer Bahnhof                |                                   |                           |             |
| Leipzig-Connewitz               | S 4 S 5 S 5X S 6                  | S-Bf. Connewitz                    |                                   |                           |             |
| Leipzig Coppiplatz              | S 1 S 10                          | S-Bf. Coppiplatz                   |                                   |                           |             |
| Leipzig-Engelsdorf              | S 3                               | S-Bf. Engelsdorf                   |                                   |                           |             |
| Leipzig-Engelsdorf              | S 3                               | Sommerfeld                         |                                   | 197 691                   |             |
| Leipzig Essener Straße          | S 2 S 6                           | S-Bf. Essener Straße               |                                   |                           |             |
| Leipzig-Gohlis                  | S 1 S 10 S 3                      | S-Bf. Gohlis                       |                                   |                           |             |
| Leipzig Grünauer Allee          | S 1 S 10                          | S-Bf. Grünauer Allee               |                                   |                           |             |
| Leipzig Hauptbahnhof            | S 1 S 10 S 2 S 3 S 4 S 5 S 5X S 6 | Hauptbahnhof                       |                                   |                           |             |
| Leipzig Hauptbahnhof            | S 1 S 10 S 2 S 3 S 4 S 5 S 5X S 6 | Hauptbahnhof, Goethestraße         |                                   |                           |             |
| Leipzig Hauptbahnhof            | S 1 S 10 S 2 S 3 S 4 S 5 S 5X S 6 | Hauptbahnhof, Ostseite             |                                   | 196 197 412 690           |             |
| Leipzig Hauptbahnhof            | S 1 S 10 S 2 S 3 S 4 S 5 S 5X S 6 | Hauptbahnhof, Westseite            |                                   |                           |             |
| Leipzig Hauptbahnhof            | S 1 S 10 S 2 S 3 S 4 S 5 S 5X S 6 | Hauptbahnhof, Wintergartenstraße   |                                   |                           |             |
| Leipzig-Heiterblick             | S 4                               | Portitzer Allee, S-Bf. Heiterblick |                                   |                           |             |
| Leipzig Karlsruher Straße       | S 1 S 10                          | S-Bf. Karlsruher Straße            |                                   |                           |             |
| Leipzig-Leutzsch                | S 1 S 10                          | S-Bf. Leutzsch                     |                                   |                           |             |
| Leipzig-Lindenau                | S 1 S 10                          | Henriettenstraße                   |                                   |                           |             |
| Leipzig-Lindenau                | S 1 S 10                          | Lindenau, Bushof                   |                                   | X5                        |             |
| Leipzig-Lützschena              | S 3                               |                                    |                                   |                           |             |
| Leipzig Markt                   | S 1 S 2 S 3 S 4 S 5 S 5X S 6      | Markt                              |                                   |                           |             |
| Leipzig MDR                     | S 1 S 2 S 3 S 4 S 5 S 5X S 6      | S-Bf. MDR                          |                                   |                           |             |
| Leipzig Messe                   | S 2 S 5 S 5X S 6                  | S-Bf. Messe                        |                                   |                           |             |
| Leipzig Miltitzer Allee         | S 1 S 10                          |                                    |                                   |                           |             |
| Leipzig Mockauer Straße         | S 4                               | Mockau, Post                       |                                   |                           |             |
| Leipzig-Möckern                 | S 1 S 10                          | S-Bf. Möckern                      |                                   |                           |             |
| Leipzig Nord                    | S 2 S 4 S 6                       | S-Bf. Leipzig Nord                 |                                   |                           |             |
| Leipzig Nord                    | S 2 S 4 S 6                       | Mockauer/Volbedingstraße           |                                   |                           |             |
| Leipzig Olbrichtstraße          | S 3                               |                                    |                                   |                           |             |
| Leipzig-Plagwitz                | S 1 S 10                          | S-Bf. Plagwitz                     |                                   |                           |             |
| Leipzig Slevogtstraße           | S 3                               | S-Bf. Slevogtstraße                |                                   | 190                       |             |
| Leipzig-Stötteritz              | S 1 S 2 S 3                       | S-Bf. Stötteritz                   |                                   |                           |             |
| Leipzig-Thekla                  | S 4                               | S-Bf. Thekla                       |                                   |                           |             |
| Leipzig Völkerschlachtdenkmal   | S 1 S 2 S 3                       | Naunhofer Straße                   |                                   | 690                       |             |
| Leipzig-Wahren                  | S 3                               | S-Bf. Wahren                       |                                   |                           |             |
| Leipzig Wilhelm-Leuschner-Platz | S 1 S 2 S 3 S 4 S 5 S 5X S 6      | Wilhelm-Leuschner-Platz            |                                   |                           |             |

### Regionalbahn
Die regionalen Eisenbahnlinien werden von DB Regio, Transdev Regio Ost (unter der Marke Mitteldeutsche Regiobahn), Abellio Rail Mitteldeutschland und der Erfurter Bahn bedient. Folgende Regionalexpress- und Regionalbahnlinien verkehren von und nach Leipzig (Stand: 11. Dezember 2022):
| Linie  | Linienverlauf | Takt (min) | EVU                            |
| ------ | --- | ---------- | ------------------------------ |
| RE 6   | Leipzig – Belgershain – Bad Lausick – Geithain – Burgstädt – Chemnitz                                                          | 060        | Transdev Regio Ost             |
| RE 10  | Leipzig – Eilenburg – Torgau – Falkenberg – Doberlug-Kirchhain – Calau – Cottbus – Guben – Eisenhüttenstadt – Frankfurt (Oder) | 120        | DB Regio Nordost               |
| RE 11  | Leipzig – Eilenburg – Torgau – Falkenberg – Elsterwerda-Biehla – Ruhland – Hoyerswerda                                         | 120        | DB Regio Nordost               |
| RE 12  | Leipzig – Pegau – Zeitz – Bad Köstritz – Gera – Weida – Pößneck – Saalfeld                                                     | 120        | Erfurter Bahn                  |
| RE 13  | Leipzig – Delitzsch – Bitterfeld – Dessau – Zerbst – Biederitz – Magdeburg                                                     | 060        | DB Regio Südost                |
| RE 50  | Leipzig – Wurzen – Oschatz – Riesa – Priestewitz – Radebeul Ost – Dresden                                                      | 060        | DB Regio Südost                |
| RB 13  | Leipzig – Zeitz – Gera – Weida – Zeulenroda – Mehltheuer – Hof                                                                 | 120        | Erfurter Bahn                  |
| RB 20  | Leipzig – Bad Dürrenberg – Weißenfels – Naumburg – Apolda – Weimar – Erfurt – Gotha – Eisenach                                 | 060        | Abellio Rail Mitteldeutschland |
| RB 22  | Leipzig – Pegau – Zeitz – Bad Köstritz – Gera – Weida – Pößneck – Könitz – Saalfeld                                            | 120        | Erfurter Bahn                  |
| RB 110 | Leipzig – Borsdorf – Grimma – Leisnig – Döbeln                                                                                 | 060        | Transdev Regio Ost             |
| RB 113 | Leipzig – Belgershain – Bad Lausick – Geithain                                                                                 | 060        | DB Regio Südost                |

#### Stationen
Neben dem Hauptbahnhof, an dem alle Regionalbahnlinien halten, gibt es im Leipziger Stadtgebiet 14 Haltepunkte und Bahnhöfe, an denen Regionalzüge halten. Die meisten dieser Bahnhöfe bieten Umsteigemöglichkeiten zum Leipziger Tram- und Busnetz, vereinzelt auch zum S-Bahn-Netz.
| Bahnhof                   | Regionalbahn      | Linien           | Haltestelle             | Straßenbahnlinien im Tagesverkehr | Buslinien im Tagesverkehr | Nachtlinien |
| ------------------------- | ----------------- | ---------------- | ----------------------- | --------------------------------- | ------------------------- | ----------- |
| Leipzig-Engelsdorf        | RE 50 RB 110      | S 3              | S-Bf. Engelsdorf        |                                   |                           |             |
| Leipzig-Engelsdorf        | RE 50 RB 110      | S 3              | Sommerfeld              |                                   | 197 691                   |             |
| Leipzig-Holzhausen        | RB 113            |                  | Bf. Holzhausen          |                                   |                           |             |
| Leipzig-Knauthain         | RE 12 RB 13 RB 22 |                  | Knautkleeberg           |                                   | 120                       |             |
| Leipzig-Leutzsch          | RB 20             | S 1 S 10         | S-Bf. Leutzsch          |                                   |                           |             |
| Leipzig-Liebertwolkwitz   | RB 113            |                  | Liebertwolkwitzer Markt |                                   |                           |             |
| Leipzig Messe             | RE 13             | S 2 S 5 S 5X S 6 | S-Bf. Messe             |                                   |                           |             |
| Leipzig-Miltitz           | RB 20             |                  |                         |                                   |                           |             |
| Leipzig-Möckern           | RB 20             | S 1 S 10         | S-Bf. Möckern           |                                   |                           |             |
| Leipzig-Mölkau            | RB 113            |                  | Bf. Mölkau              |                                   |                           |             |
| Leipzig-Paunsdorf         | RB 110 RB 113     |                  | Bf. Paunsdorf           |                                   |                           |             |
| Leipzig-Plagwitz          | RE 12 RB 13 RB 22 | S 1 S 10         | S-Bf. Plagwitz          |                                   |                           |             |
| Leipzig-Rückmarsdorf      | RB 20             |                  |                         |                                   |                           |             |
| Leipzig-Sellerhausen      | RB 110            |                  | Annenstr.               |                                   |                           |             |
| Leipzig Werkstättenstraße | RB 113            |                  |                         |                                   |                           |             |

## Busverkehr

### Stadtbusverkehr
Der Busverkehr in Leipzig wird von der LeoBus GmbH, einem 100%igen Tochterunternehmen der Leipziger Verkehrsbetriebe, durchgeführt. Das Busnetz ergänzt dabei das Netz der Straßenbahn durch Tangentiallinien und Quartierslinien. Neben dem innerstädtischen Verkehr werden auch einige stadtübergreifende Buslinien in die angrenzenden Landkreise bedient. Mit rund 160 Omnibussen werden täglich bis zu 36 Linien betrieben. Seit Oktober 2019 wurde in einigen Leipziger Außenstadtteilen das Ridepooling-System Flexa eingeführt.
Zwar wird seit der Einführung des neuen Busnetzes 2010 grundsätzlich zwischen Stadtbuslinien und Regionalbuslinien unterschieden, jedoch ist eine totale Trennung zwischen Stadt- und Regionalbus nicht möglich, da einerseits Stadtbuslinien im weiteren Streckenverlauf auch Regionalverkehrsaufgaben wahrnehmen, andererseits einzelne Regionalbuslinien nur oder zum größten Teil in der Stadt Leipzig verkehren.
Die Linien 60, 65, 70, 74, 80 und 90 werden auch als „Stadtbus-Linien“ (im Sinne von Metrobuslinien) bezeichnet und haben eine herausragende Stellung innerhalb des Busnetzes. Sie verkehren grundsätzlich im Takt der Straßenbahnlinien und verlaufen als Tangentiallinien quer zum radialen Straßenbahnnetz.
Die Linien 72 und 73 sowie 89 berühren als einzige Buslinien auch die Innenstadt und enden an der zentralen Umsteigestelle Hauptbahnhof.
In der Schwachverkehrszeit werden einzelne Linien oder Linienabschnitte vor allem im Außenbereich durch Anruflinientaxis (ALITA) bedient, die 20 bis 30 Minuten (je nach Linie) vor der gewünschten planmäígen Abfahrt bestellt werden müssen.

### Bedarfsverkehr „Flexa“
Seit dem 13. Oktober 2019 wird ein Ridepooling-System unter dem Namen Flexa angeboten. In Ergänzung zum Busnetz fahren Kleinbusse (in der Regel mit sechs Fahrgastplätzen) neun Bediengebiete: die Stadtteile Lindenthal (mit Breitenfeld), Wiederitzsch, Seehausen, das Einkaufszentrum Sachsenpark sowie Holzhausen, Probstheida und Meusdorf. Seit November 2022 wird Flexa auch in den Stadtteilen Leutzsch, Knautkleeberg-Knauthain und Hartmannsdorf-Knautnaundorf angeboten. Kinderwagen oder Rollstühle können (nach Angabe bei der Bestellung) mitgenommen werden.
Flexa ist an den Verknüpfungspunkten zur S-Bahn und Straßenbahn orientiert und umfasst neben den regulären Haltestellen auch so genannte virtuelle Haltestellen. Die Verbindungsauskunft sowie die Buchung der Fahrt sind per App (Flexa App und LeipzigMOVE) und telefonisch möglich, es gilt der reguläre MDV-Tarif. Das System steht täglich zwischen morgens 4:30 Uhr und nachts 1 Uhr des Folgetages in allen Bediengebieten zur Verfügung.

### Regionalbusverkehr
Der Regionalbusverkehr ins Leipziger Umland wird von verschiedenen Unternehmen durchgeführt. Die Liniennummern von Regionalbuslinien sind dabei grundsätzlich dreistellig.
Eine Besonderheit stellt dabei das so genannte PlusBus-Netz dar. Dieses Netz besteht aus 36 Linien, deren Ankunftszeiten an den Verbindungsstellen zwischen Bus und Bahn so abgestimmt sind, dass ein Übergang zwischen Bus und Bahn möglich ist. Diese Busse fahren an Wochentagen mindestens im Stundentakt unabhängig von Schultagen und am Wochenende mindestens im Zwei-Stunden-Takt. Die Busse sind mit einem Plus-Symbol als Ergänzung zur Liniennummer gekennzeichnet.

## Nachtverkehr
Der Nachtverkehr wird zwischen 1 und 4 Uhr mit den Buslinien N1 bis N9 sowie NXL und der Tramlinie N17 (Zusammenschluss von Tram 1 und Tram 7, regulärer Betrieb am Tag) bedient. In den Wochenendnächten werden diese Linien durch die Linien N10 und N60 zusätzlich ergänzt. Die S-Bahn verbindet ebenfalls insbesondere am Wochenende die Stadt durchgängig mit dem Umland. Beim so genannten Nachtknoten Leipzig bestehen am Leipziger Hauptbahnhof zeitlich aufeinander abgestimmte Umsteigebeziehungen zwischen den Nachtbussen und -straßenbahnen und der S-Bahn.

### Linien
| Linie | Verlauf | Haltestellen | Fahrzeit  | Takt                         |
| ----- | --- | ------------ | --------- | ---------------------------- |
|       | Hauptbahnhof → Goerdelerring → Leibnizstr. → Waldplatz → Sportforum Süd → Angerbrücke, Strbf. → Felsenkeller → Karl-Heine-/Merseburger Str. → Karl-Heine-/Gießerstr. → Zollschuppenstr. → Naumburger Str. → Markranstädter Str. → Adler → Schwartzestr. → Kleinzschocher, Kötzschauer Str. → Kloßstr. → Bismarckstr. → Großzschocher, Gerhard-Ellrodt-Str. → Wasserwerk Windorf → Knauthain, Seumestr. → Albersdorfer Str. → Fortunabadstr. → Knautkleeberg (N1E) → Knauthain, Schönbergstr. → Knauthain, Am Weiher → Hartmannsdorf, Gasthof → Hartmannsdorf, Erikenstr. → Hartmannsdorf, Azaleenstr. → Am Klucksgraben → Thomas-Müntzer-Siedlung → Knautkleeberg → Fortunabadstr. → Albersdorfer Str. → Knauthain, Seumestr. → Wasserwerk Windorf → Huttenstr. → Kunzestr. → Arthur-Nagel-Str. → Kleinzschocher, Kötzschauer Str. → Schwartzestr. → Adler → Markranstädter Str. → Zollschuppenstr. → Karl-Heine-/Gießerstr. → Karl-Heine-/Merseburger Str. → Felsenkeller → Angerbrücke, Strbf. → Sportforum Süd → Waldplatz → Leibnizstr. → Goerdelerring → Hauptbahnhof | 55           | 59 min    | Mo–Fr: 71 min Sa/So: ~36 min |
|       | Hauptbahnhof – Goerdelerring – Leibnizstr. – Waldplatz – Sportforum Süd – Angerbrücke, Strbf. – Lindenauer Markt – Lützner/Merseburger Str. – Henriettenstr. – Lindenau, Bushof – Credéstr. – Saarländer Str. – Grünauer Allee – Parkallee – Schönauer Ring – Am Kirschberg – Kiewer Str. ← Plovdiver Str. → Am kleinen Feld (N2E) – Straße am See – Großmiltitzer Str. – Geschwister-Scholl-Str. – Miltitz, Friedhof – Markranstädt, Ostsiedlung – Am Anger – An der Schachtbahn – Robert-Koch-Str. – Markranstädt, Schkeuditzer Str. | 27           | 29 min    | Mo–Fr: 71 min Sa/So: ~36 min |
|       | Hauptbahnhof – Goerdelerring – Thomaskirche – Neues Rathaus – Westplatz – Waldplatz – Sportforum Süd – Angerbrücke, Strbf. – Lindenauer Markt – Georg-Schwarz-/Merseburger Str. – Wielandstr. – Diakonissenhaus – Rathaus Leutzsch – Pfingstweide – Philipp-Reis-Str. – S-Bf. Leutzsch – Barnecker Str. – Südstr. – Ludwig-Jahn-Str. – Forstweg – Böhlitz-Ehrenberg, Burghausener Str. – Gundorf, Friedhof – Burghausen – Miltitzer Str. – Löwen Center → Großer Marktweg → Rückmarsdorf, Einkaufspassage | 25/27        | 28/29 min | Mo–Fr: 71 min Sa/So: ~36 min |
|       | Hauptbahnhof – Goerdelerring – Leibnizstr. – Waldplatz – Feuerbachstr. – Am Mückenschlösschen – Stallbaumstr. – Menckestr. → Georg-Schumann-/Lützowstr. – Georg-Schumann-/Lindenthaler Str. – Wiederitzscher Str. – S-Bf. Möckern – Dantestr. – Möckernscher Markt – Annaberger Str. – Am Viadukt – Wahren – Pittlerstr. – Stahmeln – Stahmelner Allee – Lützschena – Freirodaer Weg – Hänichen, Bismarckturm (N4E) – Modelwitz – Schkeuditz, Gartenstadt – Schkeuditz, Paetzstr. – Schkeuditz, Altscherbitz – Schkeuditz, Rathausplatz | 27/28        | 30 min    | Mo–Fr: 71 min Sa/So: ~36 min |
|       | Hauptbahnhof → Goerdelering → Lortzingstr. → Zoo → Nordplatz → Chausseehaus → Delitzscher/Theresienstr. → Theresienstr. → Eutritzscher Zentrum → Kleiststr. → Virchow-/Coppistr. → Michael-Kazmierczak-Str. → S-Bf. Coppiplatz → Viertelsweg → Landsberger/Max-Liebermann-Str. → Bremer Str. → Franz-Mehring-Str. → Gohlis-Nord, Virchowstr. → Delitzscher/Essener Str. → Hornbach Baumarkt → Klinikum St. Georg → Dachauer Str. → Wiederitzsch, Bürgeramt → Wiederitzscher Landstr. (N5E) → Lindenthal, An der Windmühle → Zur Lindenhöhe → An der Schule → Lindenthal, Gemeindeamt → Sophienstr. → Rudolf-Breitscheid-Str. → Wilhelm-Pfennig-Str. → Wilhelmstr. → S-Bf. Wahren → Wahren → Am Viadukt → Annaberger Str. → Möckernscher Markt → S-Bf. Slevogtstraße → Sternsiedlung Nord → Olbrichtstr. → Landsberger/Max-Liebermann-Str. → Viertelsweg → S-Bf. Coppiplatz → Michael-Kazmierczak-Str. → Virchow-/Coppistr. → Kleiststr. → Eutritzscher Zentrum → Wilhelminenstr. → Chausseehaus → Nordplatz → Zoo → Lortzingstr. → Goerdelerring → Hauptbahnhof | 51           | 59 min    | Mo–Fr: 71 min Sa/So: ~36 min |
|       | Hauptbahnhof → Hofmeisterstr. → Friedrich-List-Platz → Einertstr. → Herrmann-Liebmann-/Eisenbahnstr. → Stannebeinplatz → Stöckelstr. → Löbauer Str. → Ossietzky-/Gorkistr. → Rathaus Schönefeld → Schönefeld, Volbedingstr. → Mockauer/Volbedingstr. → Friedrichshafner Str. → Leonhardtstr. → Essener-/Friedrichshafner Str. → Mockau, Post → Komarowstr. → Simon-Bolivar-Str. → Thekla, Tauchaer Str. → Neutzscher Str. (N6E) → An den Pferdnerkabeln → Cleudner Str. → Wodanstr. → Am langen Teiche → Krätzbergstr. → Melker Weg → Taucha, Am Obstgut → Matthias-Erzberger-Str. → Taucha, An der Bürgerruhe → Freiligrathstr. → Theodor-Körner-Str. → Taucha, Otto-Schmidt-Str. → Portitzer Allee, S-Bf. Heiterblick → Heiterblick, Teslastr. → Arcus Park → Hohentichelnstr. → Bautzner Str. → Bautzner/Bästleinstr. → Braun-/Bautzner Str. → Schönefeld-Ost, Verbundnetz Gas AG → Stöhrer-/Braunstr. → Abtnaundorf → Heiterblickstr. → S-Bf. Thekla → Lidicestr. → Thekla, Tauchaer Str. → Simon-Bolivar-Str. → Komarowstr. → Mockau, Post → Essener-/Friedrichshafner Str. → Leonhardtstr. → Friedrichshafner Str. → Mockauer/Volbedingstr. → Schönefeld, Volbedingstr. → Rathaus Schönefeld → Ossietzky-/Gorkistr. → Löbauer Str. → Stöckelstr. → Stannebeinplatz → Herrmann-Liebmann-/Eisenbahnstr. → Einertstr. → Friedrich-List-Platz → Hofmeisterstr. → Hauptbahnhof | 63           | 62 min    | Mo–Fr: 71 min Sa/So: ~36 min |
|       | Hauptbahnhof – Hofmeisterstr. – Friedrich-List-Platz – Elsastr. – Reudnitz, Koehlerstr. – Breite Str. – Martinstr. – S-Bf. Anger-Crottendorf – Ostfriedhof – Pommernstr. – Dr-Wilhelm-Külz-Str. – Anemonenweg – Mölkau, Gemeindeamt – An den Platanen – Schulstr. – Gottschalkstr. – Bf. Mölkau – Lintacher Str. – Brandiser Str. – Baalsdorfer Str. – Engelsdorf, Gymnasium – Arthur-Winkler-Str. – Opalstr. – Sommerfeld – Schongauerstr. – Güterbahnhofstr. – Paunsdorf, Strbf. | 27           | 27/28 min | Mo–Fr: 71 min Sa/So: ~36 min |
|       | Hauptbahnhof → Augustusplatz → Roßplatz → Härtelstr. → Bayerischer Bahnhof → Johannisallee → Liebigstr. → Ostplatz → Schulze-Boysen-Str. → Riebeck-/Oststr. → Riebeck-/Stötteritzer Str. → Technisches Rathaus → Altes Messegelände → S-Bf. Stötteritz → Breslauer Str. → Weißestr. → Rathaus Stötteritz → Kolmstr. → Schwimmhalle Südost → Kommandant-Prendel-Allee → Südfriedhof → Prager-/Russenstr. → Probstheida → Franzosenallee → Roseggerstr. → Meusdorf (N8E) → Monarchenhügel → An der Brauerei → Liebertwolkwitzer Markt → Roßstr. → Colmbergsiedlung → Walter-Heise-Str. → Bf. Holzhausen → Arthur-Polenz-Str. → Mölkauer Str. → Siedlung Waldfrieden → Stötteritz, Holzhäuser Str. → Kolmstr. → Rathaus Stötteritz → Weißestr. → Breslauer Str. → S-Bf. Stötteritz → Altes Messegelände → Technisches Rathaus → Riebeck-/Stötteritzer Str. → Riebeck-/Oststr. → Schulze-Boysen-Str. → Ostplatz → Liebigstr. → Johannisallee → Bayerischer Bahnhof → Härtelstr. → Roßplatz → Augustusplatz → Hauptbahnhof | 55           | 59 min    | Mo–Fr: 71 min Sa/So: ~36 min |
|       | Hauptbahnhof → Augustusplatz → Wilhelm-Leuschner-Platz → Münzgasse, LVZ → Hohe Str. → Südplatz → Karl-Liebknecht-/Kurt-Eisner-Str. → Kurt-Eisner-/Arthur-Hoffmann-Str. → Steinplatz → Arthur-Hoffmann-/Richard-Lehmann-Str. → Richard-Lehmann-Str., HTWK → Connewitzer Kreuz → Mathildenstr. → Leopoldstr. → S-Bf. Connewitz → Hildebrandstr. → Triftweg → An der Märchenwiese → Moritz-Hof → Lößnig → Dankwartstr. → Dürrstr. → Raschwitzer Str. Friederikenstr. → Leinestr. → Dölitz, Strbf. (N9E) → Markkleeberg, Virchowstr. → Markkleeberg-Ost, Schillerplatz → Markkleeberg, Auenplatz → Markkleeberg, Seenallee → Markkleeberg, Schulstr. → Markkleeberg, S-Bf. → Markkleeberg, Ring → Markkleeberg-West → Markkleeberg, Gautzscher Platz → Markkleeberg, Sonnesiedlung → Markkleeberg, Forsthaus Raschwitz → Wildpark → Koburger Brücke → Leopoldstr. → Mathildenstr. → Connewitzer Kreuz → Richard-Lehmann-Str., HTWK → Arthur-Hoffmann-/Richard-Lehmann-Str. → Steinplatz → Kurt-Eisner-/Arthur-Hoffmann-Str. → Karl-Liebknecht-/Kurt-Eisner-Str. → Südplatz → Hohe Str. → Münzgasse, LVZ → Wilhelm-Leuschner-Platz → Augustusplatz → Hauptbahnhof | 54           | 61 min    | Mo–Fr: 71 min Sa/So: ~36 min |
|       | Hauptbahnhof – Augustusplatz – Wilhelm-Leuschner-Platz – Münzgasse, LVZ – Hohe Straße – Südplatz – Karl-Liebknecht-/Kurt-Eisner-Straße – Karl-Liebknecht-/R.-Lehmann-Straße, HTWK – Connewitzer Kreuz – Wiedebachplatz – Arthur-Hoffmann-/Arno-Nitzsche-Straße ← Meusdorfer Straße – Triftweg – An der Märchenwiese – Moritz-Hof – Lößnig | 16           | 24 min    | Sa/So: 71 min                |
|       | Lausen – Zschampertaue – Krakauer Straße – Ratzelbogen – Stuttgarter Allee – Schönauer/Ratzelstraße – Herrmann-Meyer-Straße – Kurt-Kresse-Straße – Diezmannstraße – Antonien-/Gießerstraße – Adler – Rödelstraße – Stieglitzstraße – Holbeinstraße – Klingerweg – Marschnerstraße – Westplatz – Gottschedstraße – Goerdelerring – Hauptbahnhof – Augustusplatz – Johannisplatz – Gerichtsweg – Reudnitz, Koehlerstraße – Wiebelstraße – Torgauer Platz – Geißlerstraße, Bülowviertel – Annenstraße – Sellerhausen, Emmausstraße – Ostheimstraße – Theodor-Heuss-Straße – Barbarastraße – Paunsdorf, Strbf. – Am Vorwerk – Ahornstraße – Paunsdorf-Nord | 36           | 58 min    | Mo–Fr: 71 min Sa/So: ~36 min |
|       | Lindenau, Bushof – S-Bf. Plagwitz – Karl-Heine-/Gießerstr. – Karl-Heine-/Merseburger Str. – Felsenkeller – Elster Passage – Markranstädter Str. – Adler – Rödelstr. – Rochlitzstr. – Nonnenweg → Rennbahn – Fockestr. – Karl-Liebknecht-/Kurt-Eisner-Str. – Kurt-Eisner-/Arthur-Hoffmann-Str. – Körnerstr. – Bayerischer Bahnhof – Johannisallee – Liebigstr. – Ostplatz – Schulze-Boysen-Str. – Riebeck-/Oststr. – Holsteinstr. – Lipsiusstr. | 23/24        | 27 min    | Sa/So: 71 min                |
|       | Hauptbahnhof – Dessauer Str. – Theresienstr. – Eutritzscher Zentrum – Kleiststr. – Virchow-/Coppistr. – Michael-Kazmierczak-Str. – S-Bf. Coppiplatz – G.-Schumann-/Lindenthaler Str. – Wiederitzscher Str. – S-Bf. Möckern – Dantestr. – Möckernscher Markt – S-Bf. Slevogtstr. – Sternsiedlung Nord – An der Hufschmiede – GVZ Nord, T & S – GVZ Nord, Porschestr. – GVZ Nord, Deutsche Post AG – Flughafen Leipzig/Halle | 20           | 36 min    | 2 Fahrten                    |
| S 1   | Leipzig Miltitzer Allee – L. Karlsruher Straße – L. Allee Center – L. Grünauer Allee – Leipzig-Plagwitz – L.-Lindenau – Leipzig-Leutzsch – L.-Möckern – L. Coppiplatz – Leipzig-Gohlis – Leipzig Hbf (tief) – Leipzig Markt – L.-Wilhelm-Leuschner-Platz – L.-Bayerischer Bahnhof – Leipzig MDR – L.-Völkerschlachtdenkmal – Leipzig-Stötteritz | 17           | 37 min    | 3 Fahrten (Sa+So)            |
| S 2   | Bitterfeld – Petersroda – Delitzsch unterer Bf – Zschortau – Rackwitz (b Leipzig) – Leipzig Messe – L. Essener Str. – L.- Nord – Leipzig Hbf (tief) – Leipzig Markt – L.-Wilhelm-Leuschner-Platz – L.-Bayerischer Bahnhof – Leipzig MDR – L.-Völkerschlachtdenkmal – Leipzig-Stötteritz | 14           | 42 min    | 2 Fahrten (Sa+So)            |
| S 3   | Halle (Saale) Hbf – Halle Messe – Dieskau – Gröbers – Großkugel – Schkeuditz West – Schkeuditz – L.-Lützschena – Leipzig-Wahren – L. Slevogtstraße – L. Olbrichtstraße – Leipzig-Gohlis – Leipzig Hbf (tief) – Leipzig Markt – L.-Wilhelm-Leuschner-Platz – L.-Bayerischer Bahnhof – Leipzig MDR – L. Völkerschlachtdenkmal – L.-Stötteritz – L.-Anger-Crottendorf – L.-Engelsdorf – Borsdorf – Wurzen | 19           | 48 min    | 4 Fahrten (Sa+So)            |
| S 4   | Torgau – Mockrehna – Doberschütz – Eilenburg Ost – Eilenburg – Jesewitz (b Leipzig) – Pönitz (b Leipzig) – Taucha (b Leipzig) – L.-Heiterblick – L.-Thekla – L. Mockauer Straße – Leipzig Nord – Leipzig Hbf (tief) – Leipzig Markt – L.-Wilhelm-Leuschner-Platz – L.-Bayerischer Bahnhof – Leipzig MDR – Leipzig-Connewitz – Markkleeberg – Markkleeberg-Gaschwitz | 26           | 99 min    | 2 Fahrten (Sa+So)            |
| S 5   | Halle (Saale) Hbf – Flughafen Leipzig/Halle – Leipzig Messe – L. Essener Str. – Leipzig Hbf (tief) – Leipzig Markt – L.-Wilhelm-Leuschner-Platz – L.- Bayerischer Bahnhof – Leipzig MDR – Leipzig-Connewitz – Markkleeberg Nord – Markkleeberg – Böhlen (b Leipzig) – Neukieritzsch – Deutzen – Regis-Breitingen – Treben-Lehma – Altenburg | 17           | 106 min   | 3 Fahrten (Sa+So)            |
| S 6   | Leipzig Messe – Leipzig Essener Str. – Leipzig Nord – Leipzig Hbf (tief) – Leipzig Markt – L.-Wilhelm-Leuschner-Platz – L.-Bayerischer Bahnhof – Leipzig MDR – Leipzig-Connewitz – Markkleeberg Nord – Markkleeberg – Markkleeberg-Großstädteln – Markkleeberg-Gaschwitz – Großdeuben – Böhlen (b Leipzig) – Böhlen Werke – Neukieritzsch – Lobstädt – Borna (b Leipzig) – Petergrube – Neukirchen-Wyhra – Frohburg – Geithain | 23           | 66 min    | 2 Fahrten (Sa+So)            |